# Frankfurter Kreis (SPD)
Der Frankfurter Kreis war eine Dachorganisation der Linken in der SPD. Gegründet wurde er im Winter 1966 von Walter Möller und Jochen Steffen. Andere Zirkel der Linken wie der Tübinger Kreis gingen darin auf. 
Der Frankfurter Kreis hielt sein Jahrestreffen in Oer-Erkenschwick ab. Der Kreis, zu dessen prominenten Mitgliedern u. a. Peter von Oertzen und Harry Ristock zählen, traf sich auch vor und während Parteitagen, stellte Initiativanträge und bemühte sich darum, das Abstimmungsverhalten der Linken zu koordinieren.
Im Jahr 1972 wurde der Leverkusener Kreis geschaffen, der die Arbeit der Linken in der Bundestagsfraktion koordinieren sollte. 1980 nannte sich der Leverkusener Kreis in Parlamentarische Linke um.
Im Sommer 2000 wurde parallel als breiter Zusammenschluss in der SPD das Forum Demokratische Linke 21 gegründet.